# Mozzano (Neviano degli Arduini)
Mozzano è una piccola frazione del comune di Neviano degli Arduini, in provincia di Parma.
La località dista 4,19 km dal capoluogo.

## Geografia fisica
Mozzano sorge alla quota di 564 m s.l.m. su un rilievo collocato tra il monte Verola e il monte Chiodo, sul versante sinistro della Val Termina di Torre.

## Storia
Il centro abitato di Mozzano fu fondato in epoca medievale; la più antica testimonianza della sua esistenza risale al 1137, quando il borgo, coi suoi boschi e la cappella, fu citato in un diploma dell'imperatore del Sacro Romano Impero Lotario II di Supplimburgo tra i territori di cui confermò il possesso al monastero di San Prospero di Reggio.
In seguito la zona fu assegnata al Capitolo della Cattedrale di Parma, che ne esercitò il potere attraverso un pretore. A presidio del territorio fu eretto nel vicino borgo di Castelmozzano un castello, che nel 1250 fu assediato da Alverio da Palù.
Nel 1441 il duca di Milano Filippo Maria Visconti assegnò i feudi di Neviano, Ranzano, Pratopiano, Campora, Vezzano, Castelmozzano, San Martino di Mozzano, Urzano e Lupazzano a Paganino e Giorgio da Palù; tuttavia, l'anno seguente Giorgio non riuscì a versare la somma dovuta e l'investitura fu revocata. Il Duca incaricò il podestà di Parma Oldrado Lampugnani di governare i feudi per suo conto.
Anche successivamente Mozzano seguì le sorti di Neviano, di cui nel 1452 furono investiti dall'imperatore del Sacro Romano Impero Federico III d'Asburgo i da Correggio.
Nel 1660 il duca di Parma Ranuccio II Farnese assegnò il feudo agli Scoffoni, ai quali succedette otto anni dopo il marchese Giuseppe Verugoli. In seguito del territorio fu investito il conte Francesco Terzi, alla cui morte nel 1759 la Camera Ducale tornò in possesso di Neviano. Nel 1763 la contea fu elevata a marchesato e fu acquistata da Troilo Venturi, futuro ministro ducale, che nel 1775 la permutò col feudo di Tizzano Val Parma del marchese Luigi Liberati Del Pozzo; quest'ultimo mantenne i diritti su Neviano fino alla loro abolizione sancita dai decreti napoleonici del 1805.

## Monumenti e luoghi d'interesse

### Chiesa di San Martino

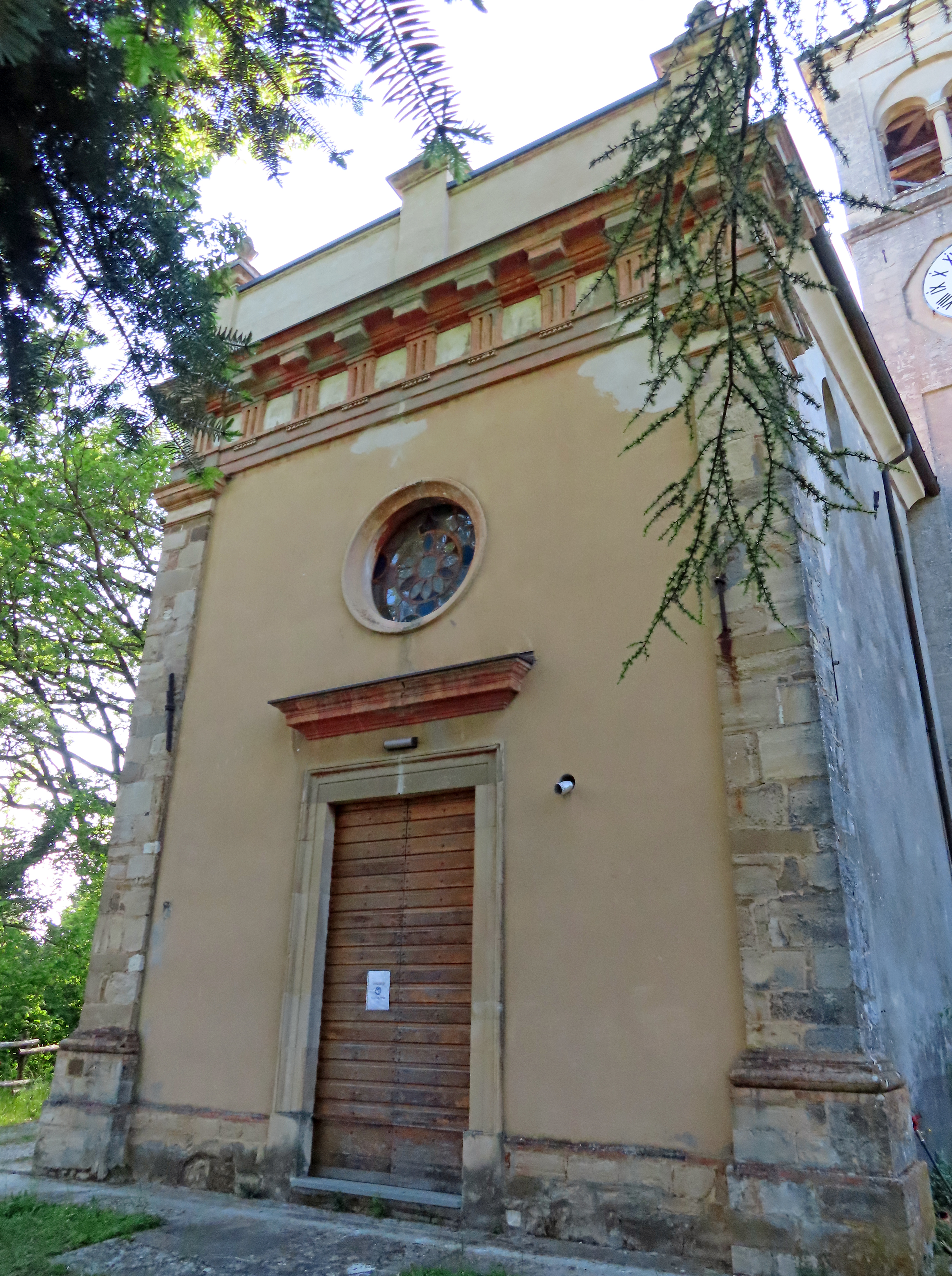
Chiesa di San Martino

Menzionata per la prima volta nel 1137, la cappella romanica, dipendente dalla vicina pieve di Sasso, fu elevata a sede di parrocchia autonoma prima del 1564; abbattuta nel 1669 a causa delle precarie condizioni in cui versava, fu completamente ricostruita in stile barocco; danneggiata dal sisma del 2008, dal 2009 fu sottoposta a lavori di restauro e miglioramento sismico. La chiesa conserva, murate in uno spigolo esterno, due sculture romaniche raffiguranti teste umane con copricapo a calotta, risalenti al XII secolo; al suo interno sono inoltre presenti varie decorazioni barocche in stucco.